# Reiner Dennewitz
Reiner Dennewitz (* 21. Februar 1937 in Sundhausen bei Gotha) ist ein deutscher Komponist.

## Leben
Nach dem Abitur an der Salzmannschule Schnepfenthal studierte er Komposition bei Johann Cilenšek und Klavier bei Siegfried Rapp an der Hochschule für Musik Franz Liszt Weimar. Danach war er Meisterschüler für Komposition bei Fritz Geißler an der Akademie der Künste in Berlin. Er war dann als Musikpädagoge und freischaffender Komponist tätig. Seine Kompositionen wurden u. a. vom Thomanerchor und Canzonetta-Kammerchor Leipzig aufgeführt.

## Auszeichnungen
- 1976: 3. Preis für Kammermusik bei den DDR-Musiktagen Berlin
- 1980: Kunstpreis des Bezirks Gera
- 1983: Hanns-Eisler-Preis des Rundfunks der DDR für den Chorzyklus „Ei der Daus“ (nach Gedichten von Peter Hacks)[1]